# TBS 화요드라마
《화요드라마》(일본어: 火曜ドラマ)는 2014년 4월부터 TBS 계열에서, 매주 화요일 22:00 ~ 22:54에 방송되고 있는 텔레비전 드라마 시간대이다.

## 작품 목록

### 2014년
《될 대로 되겠지. (제2시리즈)》
4월~ 6월
주연: 타치 히로시
《도쿄 스칼렛~경시청 NS계》
7월 ~ 9월
주연: 미즈카와 아사미
《여자는 그것을 용서하지 않아》
10월 ~ 12월
주연: 후카다 쿄코, 테라지마 시노부

### 2015년
《새하얗다》
1월 ~ 3월
주연: 호리키타 마키
《마더 게임~그녀들의 계급~》
4월 ~ 6월
주연: 키무라 후미노
《호텔 컨시어지》
7월 ~ 9월
주연: 니시우치 마리야
《결혼식 전날에》
10월 ~ 12월
주연: 카리나

### 2016년
《별 볼 일 없는 나를 사랑해주세요》
1월 ~ 3월
주연: 후카다 쿄코
《중쇄를 찍자!》
4월 ~ 6월
주연: 쿠로키 하루
《후회없이, 사랑해》
7월 ~ 9월
주연: 타케이 에미
《도망치는 건 부끄럽지만 도움이 된다》
10월 ~ 12월
주연: 아라가키 유이

### 2017년
《콰르텟》
1월 ~ 3월
주연: 마츠 타카코
《당신을 그렇게까지는》
4월 ~ 6월
주연: 하루
《칸나 씨!》
7월 ~ 9월
주연: 사이토 유키
《감옥의 공주님》
10월 ~ 12월
주연: 코이즈미 쿄코

### 2018년
《네가 마음에 거주지 붙은》
1월 ~ 3월
주연: 요시오카 리호
《꽃보다 맑음 꽃보다 남자 시즌2》
4월 ~ 6월
주연: 스기사키 하나
《의붓 엄마와 딸의 블루스》
7월 ~ 9월
주연: 아야세 하루카
《중학성일기》
10월 ~ 12월
주연: 아리무라 카스미

### 2019년
《처음 사랑을 한 날에 읽는 이야기》
1월 ~ 3월
주연: 후카다 쿄코
《저, 정시에 돌아갑니다.》
4월 ~ 6월
주연: 요시타카 유리코
《Heaven?~고락 레스토랑~》
7월 ~ 9월
주연: 이시하라 사토미
《G선상의 당신과 나》
10월 ~ 12월
주연: 하루

### 2020년
《사랑은 계속될 거야 어디까지나》
1월 ~ 3월
주연: 카미시라이시 모네
《나의 가정부 나기사 씨》
7월 ~ 9월
주연: 다베 미카코
《돈 떨어지면 사랑의 시작》
9월 ~ 10월
주연: 마츠오카 마유
《이 사랑 데워드릴까요》
10월 ~ 12월
주연: 모리 나나

### 2021년
《오! 마이・보스! 사랑은 별책으로》
1월 ~ 3월
주연: 카미시라이시 모네
《꾸미는 사랑에는 이유가 있어》
4월 ~ 6월
주연: 카와구치 하루나
《프로미스 신데렐라》
7월 ~ 9월
주연: 니카이도 후미
《혼인 신고서에 도장을 찍었을 뿐인데》
10월 ~ 12월
주연: 세이노 나나

### 2022년
《파이팅 송》
1월 ~ 3월
　주연: 키요하라 카야
《지속 가능한 사랑입니까? ~ 아버지와 딸의 결혼 행진곡 ~》
4월 ~ 6월
주연:우에노 쥬리
《유니콘을 타고》
7월 ~ 9월
　주연: 나가노 메이
《너의 꽃이 된다》
10월 ~ 12월
주연:혼다 츠바사

## 지역 방송국
이 프로그램은 TBS 계열 28 국 전반 국면에서만 방송되고 있지만, TBS 계열 없는 지역의 같은 계열 외의 방송국에서도 일부 작품이 지연 편성 버전으로 방영되기도 한다.

## 참고 사항
1. ↑  TBS 어른 드라마 시간대 〈화 10〉 신설 스포니치 어넥스 2014년 2월 25일 배급

## 같이 보기
- 일본 드라마 목록
- TBS 금요드라마
- TBS 일요극장